# Отделяне на метан в арктическите области
Отделянето на метан в северните полярни области е част от глобалните процеси на освобождаване на въглерод от океаните и почвата в зоната на постоянно замръзване (пермафрост). Тъй като това е дълготраен естествен процес, той може да засилва глобалното затопляне.

## Принос към промяната на климата
Отделянето на метан в арктическите области само по себе си допринася за глобалното затопляне като резултат на тяхното свиване, което вече се наблюдава. Скорошни наблюдения в Сибир показват повишено отделяне на метан от океанското дъно.  Почвения пермафрост, също и в Сибирската част на Арктика, както скоро беше наблюдавано отделя големи количества метан, оценявани на над 4 милиона тона и това е значително повече от предишни оценки. 

## Намаляване на пермафроста
Намаляването на морските ледове е свързано със затоплянето на северните ширини. Причиненото от това топене е както в морето, така и в земния пермафрост.

## Разпадане на клатратите
Морският лед и поддържаните от него ниски температури служат за стабилизиране на метана съдържащ се около бреговата линия
, предотвратявайки разпадането на клатратите и освобождаването на метан в атмосферата. Топенето на тези ледове води до освобождаването на големи количества метан, който е мощен парников агент и причинява още повече затопляне на атмосферата и с това се затваря цикъл на силна положителна обратна връзка. 